# Алфорд (Массачусетс)
Алфорд (англ. Alford) — місто (англ. town) в США, в окрузі Беркшир штату Массачусетс. Населення — 486 осіб (2020).

## Демографія
Згідно з переписом 2010 року, у місті мешкали 494 особи в 223 домогосподарствах у складі 146 родин. Було 342 помешкання
Расовий склад населення:
| - 97,8 % — білих - 0,6 % — чорних або афроамериканців - 0,6 % — азіатів |

До двох чи більше рас належало 1,0 %. Частка іспаномовних становила 0,4 % від усіх жителів.
За віковим діапазоном населення розподілялося таким чином: 14,6 % — особи молодші 18 років, 57,3 % — особи у віці 18—64 років, 28,1 % — особи у віці 65 років та старші. Медіана віку мешканця становила 55,4 року. На 100 осіб жіночої статі у місті припадало 85,7 чоловіків;  на 100 жінок у віці від 18 років та старших — 86,7 чоловіків також старших 18 років.
Середній дохід на одне домашнє господарство  становив 148 519 доларів США (медіана — 105 625), а середній дохід на одну сім'ю — 172 827 доларів (медіана — 131 250). Медіана доходів становила 92 917 доларів для чоловіків та 54 583 долари для жінок. За межею бідності перебувало 4,9 % осіб, у тому числі 0,0 % дітей у віці до 18 років та 6,2 % осіб у віці 65 років та старших.
Цивільне працевлаштоване населення становило 222 особи. Основні галузі зайнятості: науковці, спеціалісти, менеджери — 25,7 %, освіта, охорона здоров'я та соціальна допомога — 21,2 %, фінанси, страхування та нерухомість — 11,3 %, будівництво — 9,0 %.